# Adi Roche
Adi Roche (Clonmel, 11 luglio 1955) è un'attivista irlandese per la pace, gli aiuti umanitari e l'istruzione, nota per il suo impegno nel lenire la sofferenza vissuta dai bambini a seguito del disastro nucleare di Chernobyl del 1986. È amministratore delegato volontario dell'associazione irlandese Chernobyl Children International.

## Biografia

### Primi anni
Adi Roche è nata a Clonmel, Tipperary, nel 1955. Dopo aver terminato la scuola secondaria è andata a lavorare per Aer Lingus. Ha lasciato nel 1984 per lavorare a tempo pieno come volontaria per la campagna irlandese per il disarmo nucleare. Ha ideato un programma di educazione alla pace e lo ha consegnato in oltre cinquanta scuole in tutta l'Irlanda. Nel 1990 è diventata la prima donna irlandese eletta nel consiglio di amministrazione dell'International Peace Bureau di Ginevra.

### Chernobyl Children International
Nel 1991 la Roche fondò la Chernobyl Children International, per fornire aiuti ai bambini della Bielorussia, Russia europea e Ucraina.
Sotto la guida della Roche, Chernobyl Children International (CCI) ha consegnato oltre 105 milioni di euro alle aree più colpite dal disastro nucleare di Chernobyl e ha portato oltre 25.0200 bambini in Irlanda per riposo e un periodo di recupero. L'organizzazione è uno sviluppo internazionale, medico e umanitario che lavora con bambini e famiglie che continuano a essere colpiti dal disastro nucleare di Chernobyl del 1986.
Essendo stata attivamente coinvolta nella questione di Chernobyl fino dall'esplosione del 1986, organizzò e coordinò la prima visita dei bambini di Chernobyl in Irlanda dopo aver ricevuto un appello dalla Bielorussia e continua a farlo fino ad oggi con il Programma di Riposo e Recupero. A tutt'oggi il programma ha permesso a oltre 25.500 bambini colpiti dal disastro di Chernobyl di venire in Irlanda per cure mediche e recupero.
Il programma "Homes of Hope" del CCI fornisce un'alternativa alle istituzioni statali attraverso 30 case che sono state acquistate e rinnovate; questo è l'equivalente di chiudere due orfanotrofi in Bielorussia. Porta i bambini fuori dagli orfanotrofi e li mette in case amorevoli per conto loro.
Il CCI ha costruito e attrezzato il primo baby hospice in Bielorussia ed ha fornito la formazione professionale allo staff per garantire la migliore assistenza ai pazienti. Ha inoltre aperto la strada all'innovativo accordo di adozione tra Irlanda e Bielorussia a nome del governo irlandese. Questo accordo ha permesso l'adozione di centinaia di bambini in Irlanda.
Sviluppo della salute mentale e della disabilità: dal 1986 c'è stato un netto aumento dei bambini nati con disabilità mentali e fisiche. Il CCI ha aperto la strada ai diritti umani delle persone rinchiuse, tramite l'assistenza istituzionale. Questo è il vero cuore della missione del CCI.
Negli ultimi quindici anni sono stati eseguiti 3.950 interventi chirurgici salvavita in collaborazione con il dott. William Novick della Novick Cardiac Alliance.

## Il lavoro con le Nazioni Unite
Il 26 aprile 2016, trentesimo anniversario del disastro di Chernobyl, Adi Roche è diventata un punto di riferimento per l'Assemblea generale delle Nazioni Unite a New York. Con una mossa senza precedenti, la delegazione bielorussa delle Nazioni Unite ha lasciato ad Adi il tempo del proprio intervento durante la discussione dell'Assemblea Generale su Chernobyl, in riconoscimento del ruolo internazionale che l'Irlanda ed il Chernobyl Children International hanno giocato nell'aiutare le vittime della catastrofe di Chernobyl. Era la prima volta che una persona normale (non diplomatica/non politica) aveva l'onore di parlare all'Assemblea generale delle Nazioni Unite durante il tempo assegnato ad una nazione.
L'8 dicembre 2016, come risultato diretto del discorso di Adi, le Nazioni Unite hanno ratificato la "Persistente Eredità del disastro di Chernobyl", un elemento simbolico che è l'attuazione dell' “International Chernobyl Disaster Remembrance Day”
Adi Roche ha ideato una mostra del disastro di Chernobyl per il 15º anniversario dell'incidente nucleare, nel quartier generale delle Nazioni Unite a New York nel 2001. L'eredità di Chernobyl è stata dimostrata attraverso immagini digitali, fotografie e sculture. Intitolata Black Wind, White Land, la mostra è stata un evento interculturale della durata di un mese con opere di artisti che ritraggono le sofferenze causate dall'incidente. È stato considerato un eccezionale successo dalle Nazioni Unite ed ha avuto la sua prima europea a Dublino nel 2002.
Adi continua a collaborare con le Nazioni Unite per evidenziare le conseguenze del disastro di Chernobyl. Negli ultimi dieci anni ha contribuito a conferenze e simposi sponsorizzati dall'ONU sulle conseguenze di Chernobyl. Ha indirizzato gli ambasciatori all'Assemblea generale delle Nazioni Unite, alla conferenza dell'UNESCO su Chernobyl ed al Manchester International Peace Festival. La Roche ha dato i suoi consigli e suggerimenti alla "Missione di valutazione delle esigenze" presso le Nazioni Unite e ha presentato numerose osservazioni su come le ONG potrebbero essere meglio aiutate nei loro tentativi di fornire aiuti umanitari alle aree più colpite della Bielorussia, Ucraina e Russia occidentale.
Nel luglio 2003 Adi è stata l'oratrice principale al varo dell'International Chernobyl Research and Information Network (ICRIN) a Ginevra, in Svizzera. L'ICRIN è un'iniziativa sponsorizzata congiuntamente dall'ONU e dall'Agenzia svizzera per lo sviluppo e la cooperazione. Adi è stata nominata a rappresentare le ONG nel comitato direttivo dell'ICRIN.
Per celebrare il 18º anniversario della tragedia nell'aprile 2004, Adi è stata invitata a parlare all'Assemblea generale delle Nazioni Unite presso la sede a New York e per proiettare il documentario Chernobyl Heart, vincitore di un Oscar. Adi è stata inoltre invitata dall'UNDP a far parte del comitato organizzatore e ad essere l'oratrice principale della Conferenza internazionale di Chernobyl tenutasi a Minsk nell'aprile 2006, in occasione del ventesimo anniversario del disastro di Chernobyl. Nel 2004, Chernobyl Children International ha ricevuto lo status di ONG ufficiale dal Regno Unito.

## Onorificenze e premi
Adi Roche ha realizzato un documentario, "Black Wind, White Land", che sottolinea la sofferenza dei bambini di Chernobyl e l'anno seguente ha ricevuto il premio European Woman Laureate Award ed è stata incoronata "Persona dell'anno della Repubblica".
Nel 1997 Adi Roche ha ricevuto il Tipperary International Peace Award, con la motivazione: "Eccezionale riconoscimento dell'Irlanda per il lavoro umanitario". Nel 2001 è stata insignita del titolo di dottore honoris causa dall'Università dell'Alberta, in Canada. Nel 2007, la Roche ha vinto il premio umanitario Robert Burns.
Nel 2010 ha ricevuto il World of Children Health Award. Da allora, Chernobyl Children International ha salvato la vita a migliaia di bambini nati con difetti cardiaci congeniti. Ha anche ricevuto il World of Children 2015 Alumni Award Honoree, per "l'incredibile impatto che continua ad avere nella vita dei bambini della regione di Chernobyl". Sempre nel 2015 Adi ha vinto il Premio umanitario Princess Grace.

### Riconoscimenti
Adi è stata destinataria di numerosi riconoscimenti:
- Libertà della città di Cork, 2016[10]
- Orgoglio dell'Irlanda Lifetime Achievement Award, 2016[11]
- Premio umanitario della Principessa Grace, 2015[9]
- Le 20 più grandi donne irlandesi di tutti i tempi, 2014
- Relatore principale alle commemorazioni del primo anniversario del terremoto giapponese di Fukushima, 2012
- Premio per i bambini dal World of Children Award Committee, 2010
- Premio umanitario David Chow, 2008
- Premio umanitario Robert Burns, 2007
- Candidato della People's Alliance per la campagna presidenziale irlandese del 1997
- Persona europea dell'anno 1996
- European Woman Laureate Award 1996
- Persona irlandese dell'anno 1996
- Prima donna irlandese eletta nel Consiglio di amministrazione dell'Ufficio internazionale della pace a Ginevra
- Rappresentante governativo nel consiglio di amministrazione dell'Istituto di radiologia irlandese (RPII)

### Dottorati onorari
- Adi detiene un dottorato onorario in giurisprudenza conseguito presso l'Università di Alberta, in Canada.
- Nel 2002 ha ricevuto congiuntamente un dottorato in giurisprudenza con Ali Hewson dalla Università Nazionale d'Irlanda, Galway.
- Nel 2016 Adi ha ricevuto congiuntamente un dottorato in lettere con Ali Hewson dall'University of Limerick.[12]

## Politica
Adi Roche è stata candidata alla Presidenza dell'Irlanda come candidato alla coalizione per il partito laburista, la sinistra democratica e il partito dei verdi alle elezioni presidenziali del 1997. La Roche arrivò quarta su cinque candidati con quasi il 7% dei voti.